# Sarah Bonnici
Sarah Bonnici (Xagħra, 1998. május 30. –) máltai énekesnő. Ő képviselte Máltát a 2024-es Eurovíziós Dalfesztiválon, Malmőben, a Loop című dalával.

## Magánélete
Bonnici Gozóról származik. Édesapja Marcel Bonnici, a Mercury Towers és a Ħamrun Spartans vezérigazgatója. Mesterdiplomát szerzett könyvelésből.

## Pályafutása
2009-ben részt vett a Junior Eurovíziós Dalfesztivál máltai előválogatóján, és a harmadik helyet szerezte meg. A következő évben hetedik lett, és a máltai Nicole Azzopardi táncosaként vett részt a dalfesztivál minszki döntőjében.
Tizenévesen számos nemzetközi dalversenyen vett részt Máltán kívül, köztük a bulgáriai Trixie Festivalon, a romániai Carpathians Star Festivalon és a Star to Born Festival Hungaryn Magyarországon. Bonnici első helyezést ért el a kategóriájában a romániai Ti Amo Fesztiválon, és megnyerte a Legjobb Eredeti Dal kategória fődíját a Vivrà ancora című dallal. 2012-ben ő győzött a Festival Kanzunetta Indipendenza-n az új felfedezett szekcióban, 2018-ban pedig megnyerte a fesztivál fődíját is. Nem sokkal ezután részt vett az X Factor Malta tehetségkutató műsor első évadában.
Bonnici részt vett a 2022-es Malta Eurovision Song Contesten az Aidan Cassar által írt Heaven című dallal, és a döntőben a tizenkettedik helyezést érte el.
2023. október 18-án a TVM bejelentette, hogy az énekesnő résztvevője lesz a 2024-es Malta Eurovision Song Contest nemzeti válogatónak. Loop című versenydalával megnyerte a február 3-án rendezett döntőt, ahol a szakmai zsűri, valamint közönség pontjai alakították ki a végeredményt, így ő képviselhette hazáját az Eurovíziós Dalfesztiválon. A verseny május 9-én rendezett második elődöntőjében a tizenhatodik, utolsó helyen végzett, így nem jutott tovább a döntőbe.

## Diszkográfia

### Kislemezek
- Bandwagon (2015)
- Breathe Your Love (2017)
- Il-Pinna (2018)
- Heaven (2022)
- Never Ever (2023)
- Loop (2024)

## Fordítás
- Ez a szócikk részben vagy egészben  a   Sarah Bonnici  című német Wikipédia-szócikk fordításán alapul.  Az eredeti cikk szerkesztőit annak laptörténete sorolja fel. Ez a jelzés csupán a megfogalmazás eredetét és a szerzői jogokat jelzi, nem szolgál a cikkben szereplő információk forrásmegjelöléseként.